# Maubert-Fontaine

Maubert-Fontaine este o comună în departamentul Ardennes din nordul Franței. În 1 ianuarie 2022 avea o populație de 1.025 de locuitori.